# كنعان حمد
كنعان حمد (15 يناير 1945 - 3 يونيو 2003)، ممثل ومخرج ومؤلف كويتي.

## عن حياته
تخرج من «المعهد العالي للفنون المسرحية» عام 1977 ، وهو عضو فرقة المسرح العربي منذ عام 1963 حتى وفاته، شغل عدة مناصب إدارية وقيادية بالفرقة عضو مجلس إدارة ثم أمينا للسر، ورئيسا لمجلس الإدارة بين 2000 حتى 2002. اخرج عشرات الأعمال والبرامج في التلفزيون وثلاث مسرحيات. توفي على خشبة المسرح وهو ينهي دوره بمسرحية ذوبان الجليد يوم الثلاثاء في 3 يونيو 2003.

## من أعماله
- ذوبان الجليد.
- السلسلة.
- شمس الشموس.
- رحلة حنطلة.

## روابط خارجية
- كنعان حمد على موقع قاعدة بيانات الأفلام العربية